# 오미쿠지

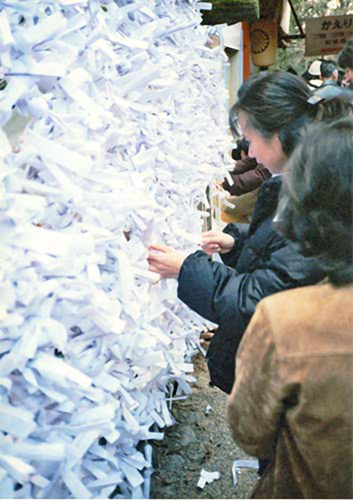
오미쿠지를 매다는 모습

오미쿠지(おみくじ)는 일본의 신사·절 등에서 길흉을 점치기 위해 뽑는 제비이다. 운세쪽지로 번역되기도 한다.

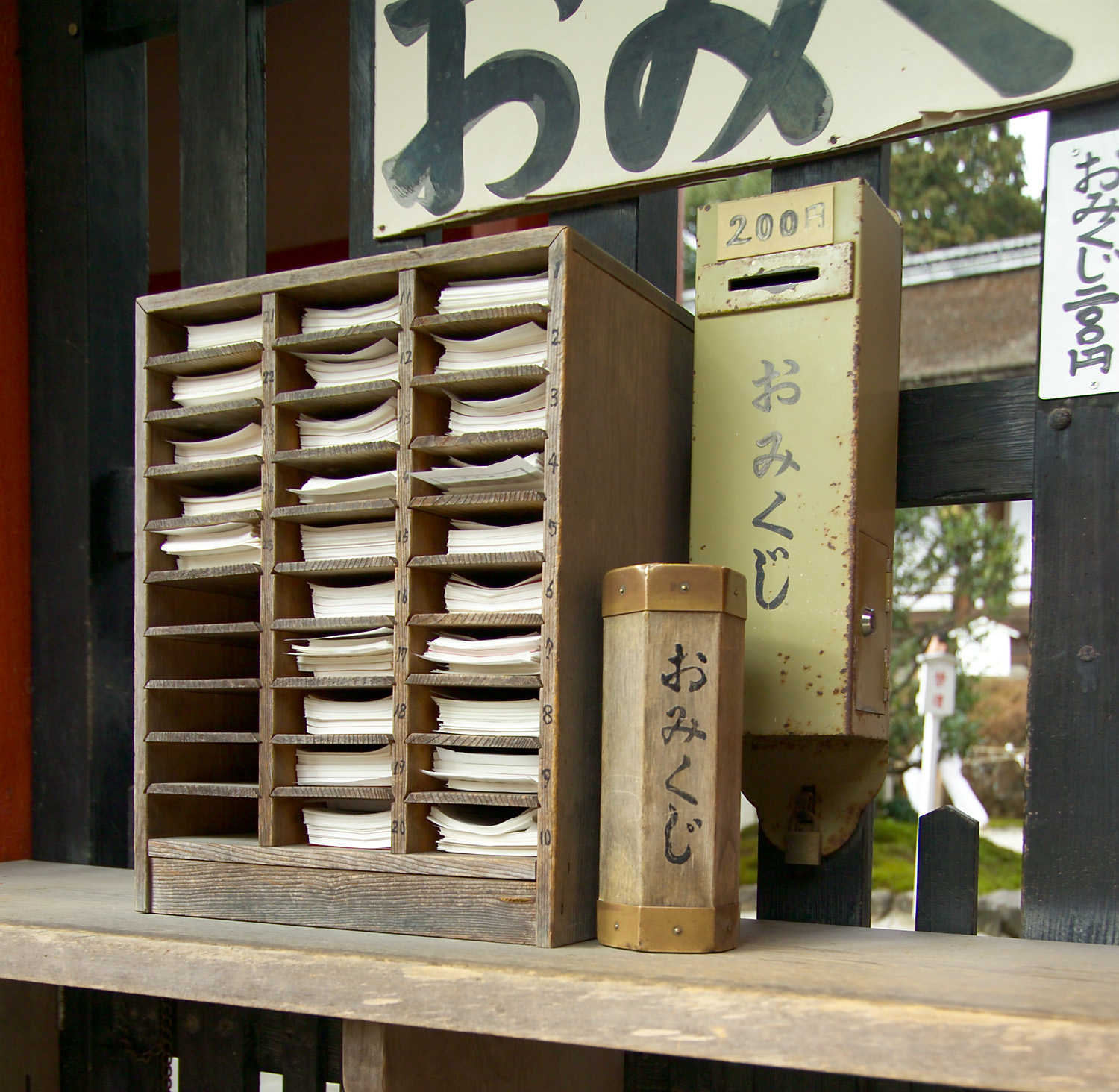
왼쪽부터 쪽지함, 뽑기함, 요금함(쿄토시의 가미가모 신사)

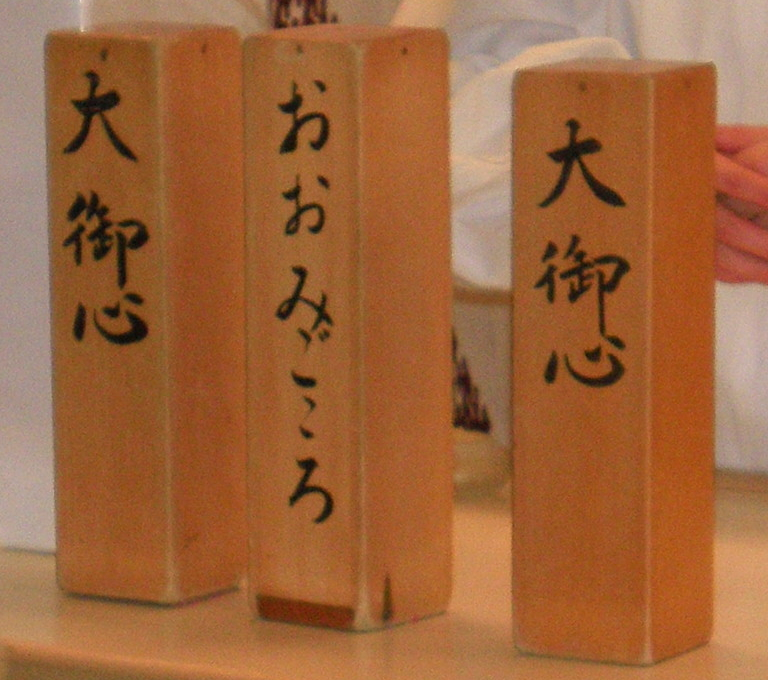
오미쿠지 상자

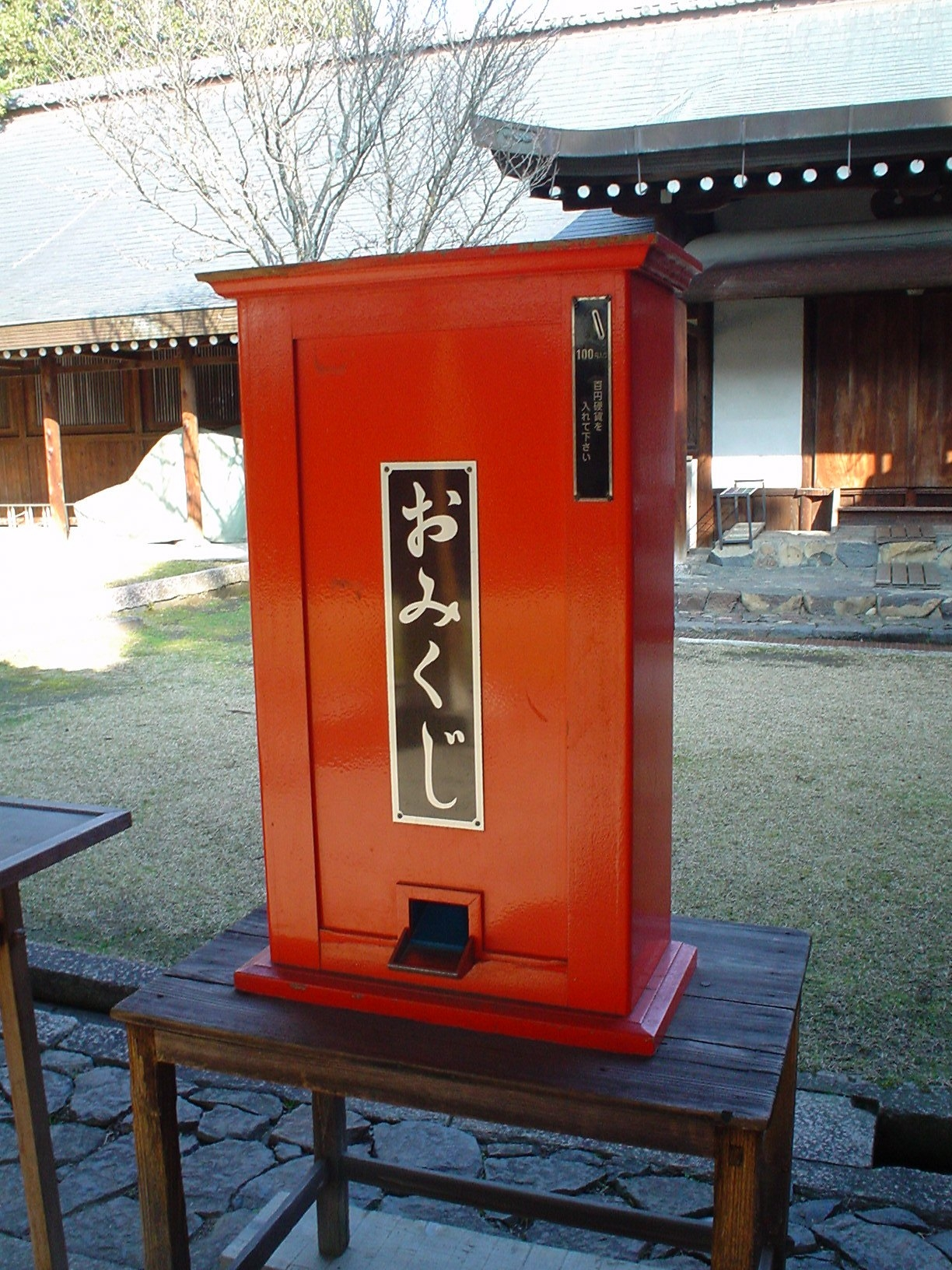
오미쿠지 자동판매기

## 개요
고대에 나라의 제정에 관한 중요한 사항이나 후계자를 선택할 때에 신의 의지를 점치기 위해서 나무막대를 뽑아 운세를 점치는 일이 있었으며, 이것이 기원이라고 한다..
제비를 뽑는 일반적인 절차는 다음과 같다.
1. 요금(보통 100엔)을 낸다.
2. 뽑기함을 흔들어 나무막대 1개를 뽑는다.
3. 나무막대에 적힌 번호대로 운세쪽지를 받는다.
4. 운세가 나쁘게 나온 경우 새끼줄에 매달아 액을 막는다.

운세가 좋든 나쁘든 상관없이 매어놓는 경우도 많다.
오미쿠지 자동판매기가 설치되어 있는 경우도 있다. 고전적인 오미쿠지 외에서 변형된 다양한 종류의 오미쿠지가 있다. 일례로 메이지진구에는 길흉 대신 명언이 적힌 운세쪽지가 있다.

## 같이 보기
- 운세